# 避諱欠画令
避諱欠画令（ひきけっかくれい）とは、江戸時代後期の朝廷において断続的に出された法令で、明治維新後には一時全国民に対しても適用された。天皇の諱に用いられる文字の使用を避け（避諱）、その一環として筆画の一部を省かせる（欠画）規定である。

## 歴史

### 「避諱欠画令」の導入
日本において天皇の諱を避ける避諱の慣習自体は古代よりあったが、中国で行われていた欠画の制度化は江戸時代後期になってから始まったとされる。なお、江戸時代の一時期に「日本国王」と称した経緯のある江戸幕府の征夷大将軍に関しては、欠画を行った痕跡をみることは出来ない。
幕末に武家伝奏を務めた三条実万が嘉永元年（1848年）に朝廷でいつから欠画の制度が始まったのかを調べて日記に書き残しており（「三条実万日記」嘉永元年8月2日条）、それによれば光格天皇の時代に桃園天皇の「遐（仁）」、後桃園天皇の「英（仁）」、後桜町天皇（上皇）の「智（子）」、光格天皇の「兼（仁）」の4字が欠画の対象になったのが始まりであるとしている。ただし、具体的な開始時期については明記していない。歴史学者の林大樹は光格天皇期の公卿・甘露寺篤長の日記から、それまでそのまま書かれていた「兼」の字が天明5年（1785年）正月以降に欠画になっているのに注目し、同年2月に九条尚実が摂政から関白に転じ、同月22日の詔書覆奏の儀をもってそれまで幼少を理由に文書に目を通すことがなかった光格天皇が直接文書に目を通すようになったことがきっかけに導入されたと考えた。勿論、これは当時15歳であった光格天皇自身の命令では無く「漢才の持主で唐物を好む」（柳原紀光『閑窓自語』）と評価された摂政（のち関白）九条尚実の発案であったと推測している。また、林はもう1つの導入の背景として、享保9年（1724年）に元摂政太政大臣である近衛家熙に『唐六典』の校訂を行い、没後に正式に出版されると広く公家社会の間で愛読されるようになったことがあったとしている。実際に天明年間よりも以前の明和年間には職事（蔵人）の間で天皇に見せる文書を作成する際には自主的に欠画を行っている事例が見られるようになっており、漢学を愛好していた九条尚実もそうした風潮の影響を受けたと考えられている。
避諱欠画令の導入は天皇権威の回復と尊王論の高まりの中で、摂家を中心とした公家社会が中国皇帝の要素を取り込んで天皇を中国皇帝のような権威を持った君主像に構築しようとした現れと考えられている。しかし、現実において尊王論の担い手になっていた国学者からしてみれば、こうした公家社会の方向性は国学の理想とは正反対の方向性と言えるものであり、屋代弘賢や塙保己一はこうした公家社会における中国皇帝の模倣を批判的に書き記している。

### 「避諱欠画令」の展開
18世紀後半、桃園天皇の早世により、幼少の英仁親王に代わって姉の智子内親王が後桜町天皇として皇位を継ぎ、成人した英仁が皇位を譲られて後桃園天皇となった。しかし、後桃園天皇も早世をして皇統断絶の危機を迎えた際に、後桜町上皇と摂家が相談した結果、九条尚実の提案により閑院宮家から兼仁親王が後桃園天皇の養子として迎えられて皇位を継承して光格天皇として即位し、後桜町上皇がこれを庇護した。所謂「天明の天皇避諱欠画令」の対象となったのは、桃園（祖父）－後桃園（父）－光格（当代・養子）の3代と現実的な庇護者であった後桜町（伯母）の4名であった。ただし、後世に見られる外部への通知に関する記録がないため（三条実万が具体的な開始時期が確定できなかったのもそのためか）、職事など天皇と直接接する機会が多い人達に対してのみ適用された内部規定であった可能性もある。なお、尊号一件との関わりでその扱い方が問題となっていた光格天皇の実父閑院宮典仁親王の「典」は欠画の対象から外されて以後も踏襲されている。
文化14年（1817年）、光格天皇は皇太子である恵仁親王に皇位を譲って仁孝天皇が即位した。新天皇即位の翌年文政元年（1818年）5月17日、関白一条忠良から武家伝奏の山科忠言・広橋胤定に対して避諱欠画の周知徹底が命じられた。その際に『唐六典』のみならず、国史や職員令にも国諱（皇帝＝天皇の諱）を犯してはならないとする規定があることを指摘し、摂家・親王以下の諸役人や京都所司代、諸社・門跡にも徹底周知される旨が示された（「山科忠言卿伝奏記」文政元年5月17日条）。同じ日、頭弁坊城俊明からも局務押小路師徳・官務壬生以寧・出納平田職厚（いわゆる「三催」）に対して、地下官人に対する周知徹底が命じられている。ただし、この命令を発したときに何処までが欠画の範囲になるのかを明確にしていなかったらしく、後日平田職厚が広橋胤定に問い合わせをしたところ、後桃園天皇の「英（仁）」、後桜町天皇（上皇）の「智（子）」、光格天皇（上皇）の「兼（仁）」、仁孝天皇の「恵（仁）」の4字が欠画の対象となっている、との回答を得ている（「平田職厚日記」文政元年5月21日条）。これは後桃園（祖父）－光格（父・養子）－仁孝（当代）の3代に加えて院政を主導する光格上皇の庇護者であった後桜町上皇（文化10年崩御）が崩御後もなお対象にされていたと考えられている。ただし、この所謂「文政の天皇避諱欠画令」の発令された事実そのものは各方面には通知されたものの、欠画の範囲に関する通知は公式な形では通知が行われなかったらしく、光格上皇の「兼」と仁孝天皇の「恵」に関しては遵守されていたが、その他に関しては徹底されていなかった。なお、仁孝天皇の「恵」の字については恵仁親王が立太子されて以降、避諱の対象と考えられてきたが、欠画の対象とされたのは今回が初めてである。その後、天保11年（1840年）に光格上皇が崩御し、その直後にそれまで光格上皇との特別な関係から欠画の対象とされてきた後桜町上皇の「智」の字は対象から外されている（時期は不明）が、これに関しても明確な形で公表されなかった。
弘化3年（1846年）、仁孝天皇が崩御され、皇太子である統仁親王が孝明天皇として即位する。翌弘化4年（1847年）、朝廷では議奏であった三条実万の問い合わせに対して、光格天皇（上皇）の「兼（仁）」、仁孝天皇の「恵（仁）」、孝明天皇の「統（仁）」の3字が欠画とすることが決定された。しかし、「文政の天皇避諱欠画令」の規定に准じているため、各方面への通知は不要とされた。確かに避諱欠画令の対象として想定されたのは祖父・父・当代の3名であり、皇位継承によってその対象が変更されたと考えられるものの、実際に出された規定においてこの3名以外にも光格天皇の庇護者であった後桜町上皇が対象に加えられている時点で想定と実際の運用が完全に異なっており、後から後桜町上皇の「智」の字が対象から外された事実も公表されていなかった（これらの事実が現在に知られるのも、前述の三条実万の日記による）。文政令発令時における欠画対象の不完全な通知、後桜町上皇を欠画の対象から外したことの非公表、孝明天皇即位に伴う欠画対象の変更に関する非通知が重なったことで後日問題を引き起こすことになる。
嘉永元年（1848年）5月、江戸幕府は新しく長崎奉行に任命された稲葉正申のために武家官位（従五位下出羽守）への叙任を求めた。ところが稲葉家の本姓は「越智氏」であり後桜町上皇の「智」が欠画から外されたことを知らなかった廷臣が関連文書が「智」が欠画になっていないことを問題視し、それを受けた関白鷹司政通が突然「7代まで避諱欠画の対象である」と発言したために議奏の野宮定祥や橋本実久が困惑して元議奏である三条実万に相談をした。実万は去年（弘化4年）の決定と異なっていることを政通に伝えると、政通は誤りを認めた上できちんとした法令としてその旨を告知する必要があると述べた（三条実万の日記の記述は元々、この騒ぎを解決するために過去の経緯を調べた物である）。8月5日、公式に避諱欠画の対象は「兼」「恵」「統」の3字であることが公式に通知され、江戸幕府にも京都所司代を通じて通知された。これが所謂「嘉永の天皇避諱欠画令」と呼ばれるもので、これ以降は践祚・即位式・代始改元・大嘗祭に加えて避諱欠画令が天皇の即位儀礼として加えられることになった。一連の騒動に野宮定祥は上の決定や先例に逆らうわけにはいかないとぼやきつつも、そもそも文政令の3代という数字も関白が言い出した7代という数字も何の根拠があって言い出したのか？と避諱欠画令がこれまでずっと公の議論によらず、内輪のごく一部の人間だけで定められてきたことを問題視している（「野宮定祥日記」嘉永元年7月29日条）。

### 「避諱欠画令」の廃止
避諱欠画令は朝廷とその関連部門が対象で、江戸幕府と言えども朝廷による発令そのものには異論を挟まなかったものの、京都所司代など朝廷と直接関わる部門以外には適用されていなかった。
ところが、文久3年（1863年）8月13日、江戸幕府は老中板倉勝静の名前で大名・旗本以下庶民に至るまで、当今（孝明天皇）の諱字を避けるように命じた。俗に「文久避諱令」と呼ばれるこの法令は所謂「文久の改革」の改革の一環として朝廷との関係改善を目的に出されたと考えられているが、今上天皇1代に限定され、なおかつ欠画の規定は盛り込まれてはいないということで朝廷の避諱欠画令とは性格が異なるものの、朝廷の地位の高まりの中で、天皇に対する避諱が全国民に対して適用されたという意味では画期的であった。
慶応2年（1866年）の12月に孝明天皇が崩御して、翌慶応3年（1867年）に儲宮睦仁親王が明治天皇として即位し、大政奉還から王政復古の大号令、戊辰戦争による江戸幕府の崩壊と事態が急変する中で、新天皇の即位儀礼が進められた。
そして、明治元年10月9日（1868年11月22日）、「明治の天皇避諱欠画令」―正式には「御諱御名ノ文字ヲ闕画セシム」（明治元年行政官布告第821）が発令される。これによって、仁孝天皇の「恵（仁）」、孝明天皇の「統（仁）」、明治天皇の「睦（仁）」の3字が欠画とすることが決定された。しかも、今回の対象は出版業界を含めた全国民を対象とするものであった。しかし、外務省からの問い合わせをきっかけとした左院における審議の結果、「起源不明瞭」を理由に明治5年1月27日（1872年3月6日）、「御名睦字及恵統二字闕画ニ及ハス」（明治5年太政官布告第24号）によって廃止されることになった。
元々、江戸時代後期の公家社会内部において天皇の権威を中国皇帝に匹敵させるべく考え出された避諱欠画令は、典拠も運用も曖昧で全国民に向けて適用できる性格のものではなかった。徳川慶喜の旧臣で廃止当時明治政府にいた渋沢栄一も避諱欠画令を公家社会の漢学旺盛の影響と見ており、「令条によれる由にて闕画せしめたるは、引拠を誤れるなり」と切り捨てている（『徳川慶喜公伝』巻3 第15章「禁裏御守衛総督就任」）。

## 歴代「避諱欠画令」
- 天明5年1月頃？【光格天皇】－遐（桃園）・智（後桜町）・英（後桃園）・兼（光格）
- 文政元年5月17日（1818年6月20日）【仁孝天皇】－智（後桜町）・英（後桃園）・兼（光格）・恵（仁孝）
- 嘉永元年8月5日（1848年9月2日）【孝明天皇】－兼（光格）・恵（仁孝）・統（孝明）
- 明治元年10月9日（1868年11月22日）【明治天皇】－恵（仁孝）・統（孝明）・睦（明治）（「御諱御名ノ文字ヲ闕画セシム」）
- 明治5年1月27日（1872年3月6日）廃止（「御名睦字及恵統二字闕画ニ及ハス」）